# アライアント・テックシステムズ
アライアント・テックシステムズ (Alliant Techsystems Inc., ATK) はかつて存在したアメリカの航空宇宙・防衛・スポーツ射撃用品企業である。本社をバージニア州アーリントン郡に置き、全米22州とプエルトリコの他、海外に拠点を持っていた。2014年度の売上高は47.8億ドルであった。
2014年4月29日にATKはスポーツ射撃用品事業を分社し、航空宇宙・防衛事業をオービタル・サイエンシズと合併させると発表した。
2015年2月9日にスポーツ射撃用品事業をVista Outdoorとして分社した上でオービタル・サイエンシズと合併してオービタルATK となり、2015年2月20日から事業を開始した。

## 沿革
ATK は1990年にハネウェルの防衛事業を分社化して設立された。ハネウェルは50年以上に渡ってアメリカとその同盟国に防衛システム製品を供給しており、第二次世界大戦ではピンポイント爆撃任務に就くB-17爆撃機の自動操縦装置を開発している。

## 合併と買収
ATK は1995年にハーキュリーズ社の航空宇宙部門を買収して航空宇宙市場に参入した。これにより、ATK は航空宇宙・防衛製品群をアメリカ政府やその同盟国、さらにその契約業者に供給するようになった。
2001年には サイオコール を買収し、2006年には ATKランチ・システムズとした（それでも航空宇宙業界では元の社名で呼ばれていた）。サイオコールは NASA のスペースシャトル打ち上げに使われた固体燃料補助ロケットを供給しており、これは NASA のスペース・ローンチ・システムでも採用されている。
2001年にはブルント・インターナショナルの弾薬事業を買収して競技用実包と法執行機関向け実包にも参入した。これにより ATK は米国で最大の弾薬メーカーとなった。
2009年にはイーグル・インダストリーズ、2010年にはブラックホーク・インダストリーズ・プロダクツ・グループを買収し、警備・法執行市場への対応力を充実させた。
2014年4月29日には、オービタル・サイエンシズと合併した上で既存事業を2社に分割することを取締役会で決定したと発表した。ATK はスポーツ射撃用品グループを分社して ATK 株主に非課税ベースで譲渡した上で、航空宇宙グループおよび防衛グループの持ち分をオービタル・サイエンシズと合併させた。オービタル・サイエンシズの株主は ATK の株式を受け取ることになった。合併後の社名はオービタルATKとされた。ATK は2014年10月28日にオービタル・サイエンシズの株主に対する株式発行の承認を12月9日に求める予定である、と発表した。
ATK はオービタル・サイエンシズのアンタレスロケットの爆発事故が収益性に与える影響について「この事故が現在の事業計画や長期戦略、合併手続きにおよぼす影響を徹底的に評価する」と表明した。また、アンタレスロケットの第2段に採用されている自社のキャスター30XLについては、爆発は第2段の点火前だったとしながらも注意深く見守ると表明した。
2014年11月17日にはアンタレスロケットの失敗を受けて、合併手続きが株主にとって最善の利益をもたらすようデューディリジェンスを実施していると表明し、両社の合併の可否を諮る株主総会の日程を2014年12月9日から2015年1月27日に変更した。

## グループ

### ATKエアロスペース

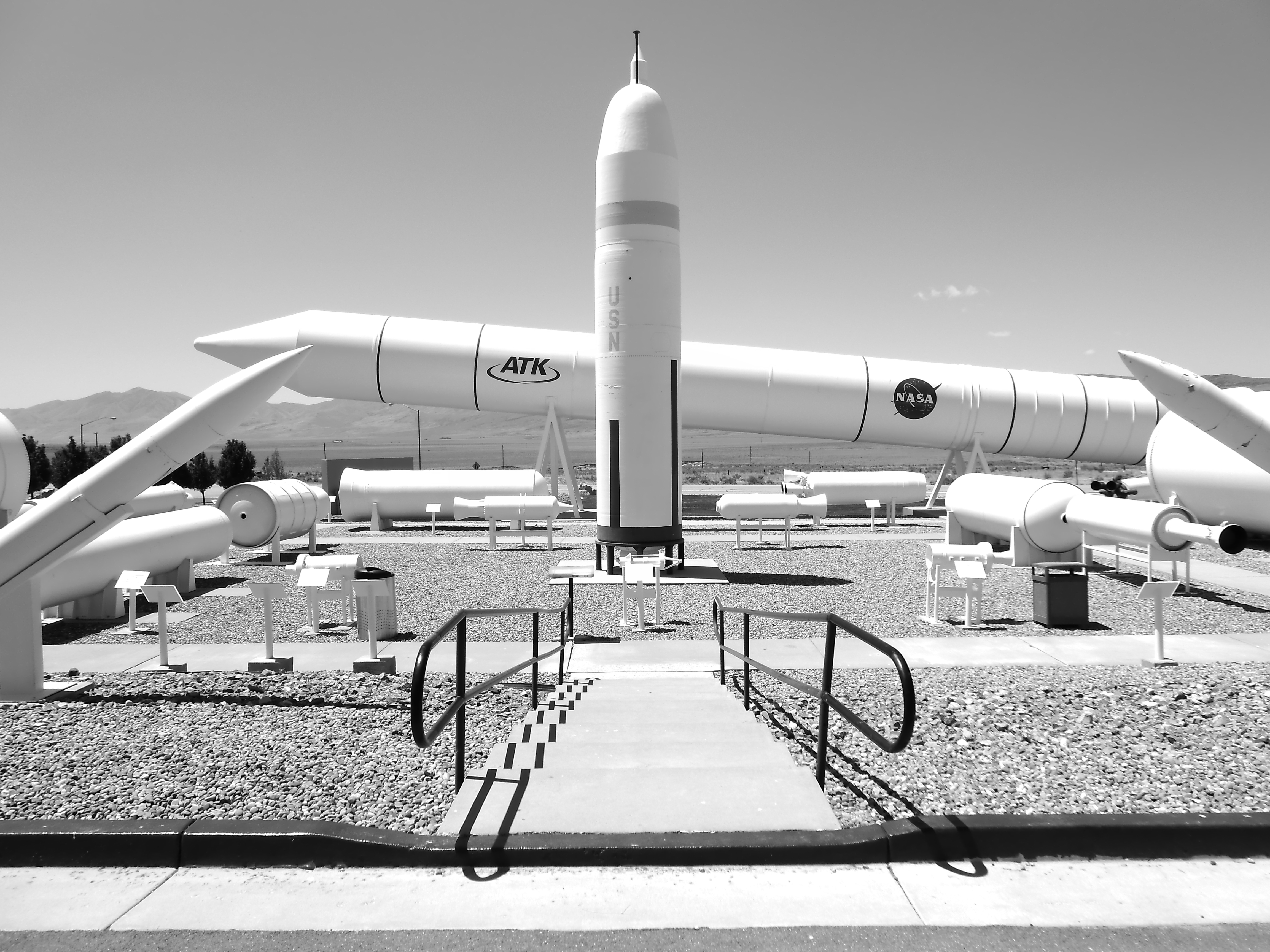
ATK製ロケットの展示

エアロスペースグループは宇宙、国防/商用航空宇宙製品を担当し、宇宙探査機や商用打ち上げ機、戦略ミサイル防衛システム用推進システムを提供している。本部はユタ州マグナにある。
主なものは以下のとおりである。
- 航空機向け複合材製構造部材（商用・軍用）
- ロールス・ロイス トレント XWB-97 ジェットエンジン
- F-35 ライトニング II (統合打撃戦闘機)
- 衛星システム
- 衛星コンポーネントおよびサブシステム
- フレアおよびデコイ
- 宇宙関連エンジニアリングサービス
- 宇宙探査機および商用打ち上げ機、戦略ミサイル防衛用推進システム
  - ALV X-1（英語版） 観測ロケット

2010年11月にはNASAから重量物打ち上げ機やその他の推進システムに関する契約企業に選ばれ、2012年にスペース・ローンチ・システムの ブロック2以降で採用予定の先進ブースター開発の一部として技術開発およびリスク低減試験に関して5,000万ドルの契約を結んだ。
2014年4月にはユナイテッド・ローンチ・アライアンスからアメリカ空軍の発展型使い捨てロケット計画における複合材製構造部材の供給契約を1億78百万ドルで獲得した。この契約では、ATK は2014年から2018年初めにかけてアトラスV およびデルタIV 用の構造部材を供給し、さらに2017年・2018年の追加供給オプションがついている。ATK はフェアリングやペイロードアダプタ、ダイヤフラム, 段間アダプタ、ノーズコーン、熱/空力保護部材を供給する。これらの構造部材はミシシッピ州イウカ のエクセレンス大型構造物センターで製造される。
ATK はスペース・ローンチ・システムのアビオニクスも担当している。スペース・ローンチ・システムは火星探査を含む深宇宙探査のために設計されている。アビオニクスは ATK での試験を経て NASA のマーシャル宇宙飛行センターに納入される。初打ち上げは2017年の予定である。

#### エアバス A350 XWB-1000
ATK はエアバスA350 XWB-1000 用の複合材製ストリンガー（縦通材）およびフレームをユタ州クリアフィールドの工場で製造している。2014年にはエアバスに1万点以上の部材を納入している。

#### ボーイング 787 ドリームライナー
ATK はボーイング787 向けの新しい環境親和性向上型エンジンノズルの開発コンソーシアムに参画している。ノズルはセラミック基複合材料（CMC）製で、ボーイングでの試験により従来のノズルよりも軽量で耐熱性にも優れ、燃費性能の向上に繋がることが実証された。この部材はこれまでで最大の CMC 製部材である。

#### オリオン宇宙船
オリオン宇宙船は最大で4名の宇宙飛行士を低軌道以上の軌道に送り込むための宇宙船である。現在 NASA が有人での月面探査・小惑星探査・火星探査の実現に向け開発中で、スペース・ローンチ・システムで打ち上げられる。
ATK はオリオン宇宙船の頂部に設けられる緊急脱出ロケットを開発している。これは射点上あるいは上昇中にロケットに深刻な不具合が生じた場合に乗員区画をロケットから切り離すものである。また、オリオン宇宙船の複合材製耐熱材も開発している。

#### ジェイムズ・ウェッブ宇宙望遠鏡

斜め上（太陽の反対側）から見た JWST

ATK は ノースロップ・グラマン と共同でジェイムズ・ウェッブ宇宙望遠鏡のバックプレーン支持フレーム（BSF）を製造している。BSF は主鏡バックプレーン支持システム（PMBSS）の中央部と両翼部分を構成する。BSF は主に打ち上げ時の荷重を分担する構造物で、PMBSS には主鏡などの主要装置が取り付けられている。BSF は ユタ州マグナにある ATK の拠点で設計・製造された。ATK が設計を担当した 1万点を超える PMBSS の部品は大半が軽量の炭素繊維複合材であるが、インバーやチタン、あるいはそれ以外の複合材で作られているものもある。

#### デルタII

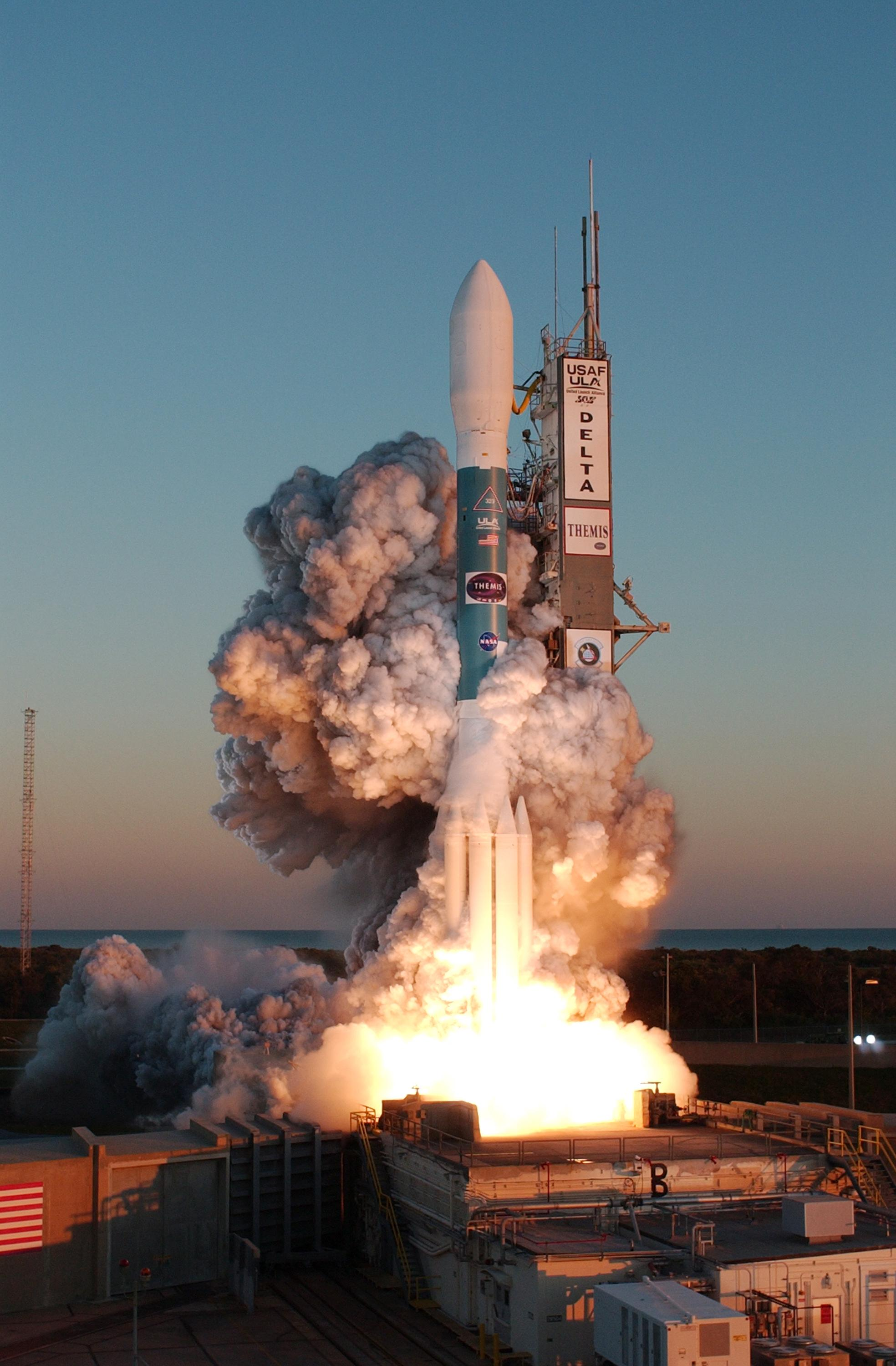
第17B射点で打ち上げられるデルタロケット323号機

ATK はユナイテッド・ローンチ・アライアンスからデルタ II用の GEM と複合材製フェアリングを受注している。2014年6月の時点で ATK は987本の GEM-40 固体ロケットブースターを供給している。GEM-40 により、デルタIIの最大推力は197メトリックトン (434,000 lb)増加する。GEM-40 はペイロード重量に応じて3本、4本または9本で組にして用いられる。ATK はモーターケースに複合材を採用して軽量化することで高い性能を実現している。また、直径10フィート (3.0 m)の衛星フェアリングやチタン製ダイヤフラム、推進剤タンクや加圧材タンクも製造している。

#### デルタIV
ATK はデルタIV にも GEM や各種コンポーネントを供給している。例えばアメリカ空軍がデルタIV で打ち上げた Wideband Global SATCOM (WGS-6) ではコモン・ブースター・コアと極低温第2段の間の段間結合部や、液体酸素タンクを液体水素タンクと結合する中胴、RS-68 エンジンの耐熱シールド、複合材製のフェアリングおよび衛星保護部材を製造した。

#### 軌道上炭素観測衛星 2号機
軌道上炭素観測衛星 2号機 (OCO-2) は大気中の CO2 濃度と分布を調査するためにアメリカが打ち上げた地球観測衛星で、ATK は熱制御システムの中核をなす熱伝導度可変ヒートパイプや太陽電池、太陽電池パネルを担当した。

#### 火星探査機 インサイト

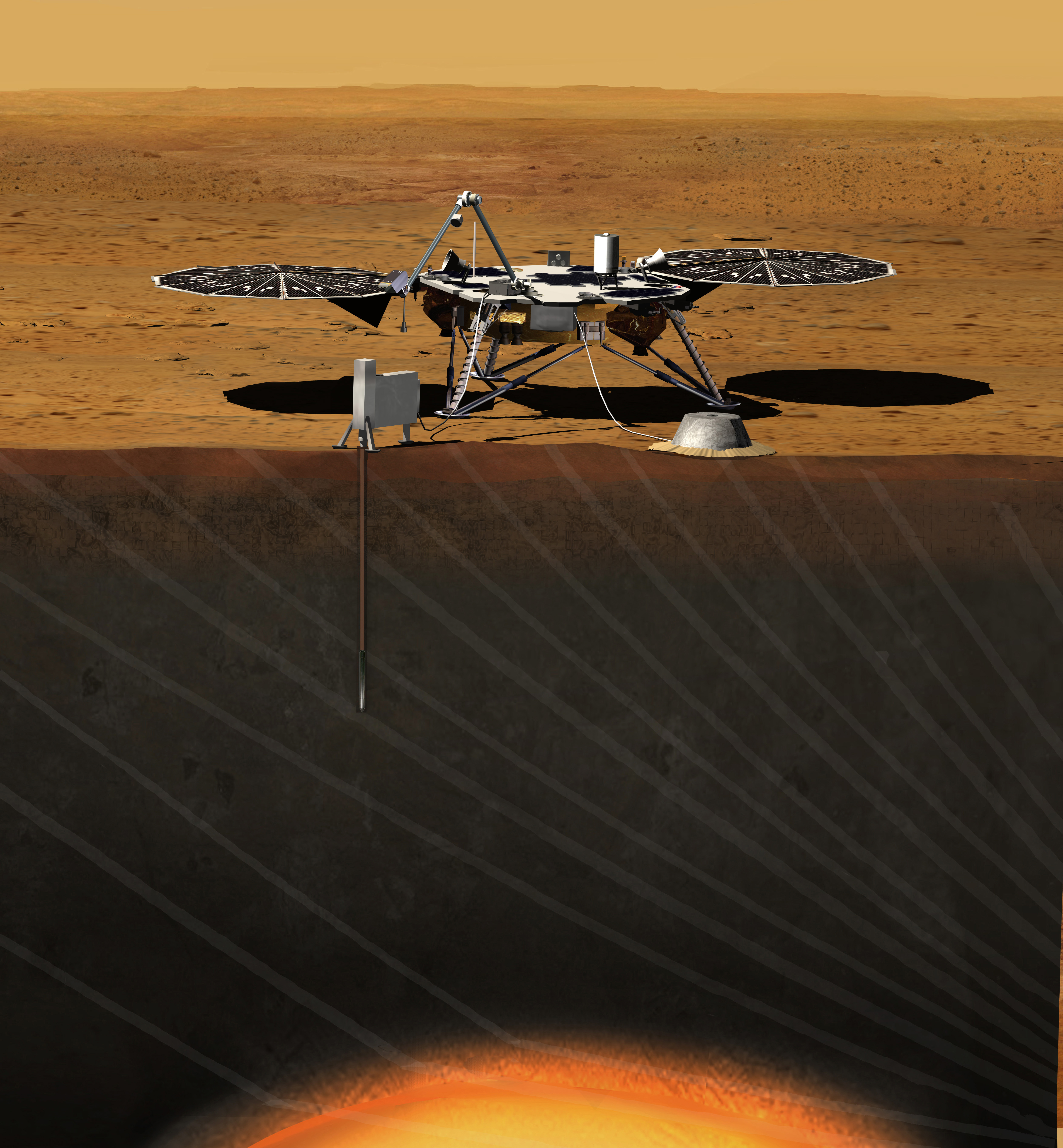
インサイト

インサイトは2016年3月打ち上げ予定の火星探査用自律ランダーである。ミッション目標は火星の進化初期の研究のために地震計や熱流量計を備えたランダーを火星表面に着陸させることである。これによって太陽系における地球型惑星について新たな知見が得られると考えられている。ATK は UltraFlex 太陽電池パネルを受注しているが、ATK によれば UltraFlex は小型・軽量という野心的な目標に対して、従来の太陽電池パネルよりも高性能を実現するという。

#### アトラス V
ATK は2014年9月にそれまでアトラス V で採用されてきたロシア製ロケットエンジンの代替機開発に参入した。アトラス V はアメリカの軍事衛星のほとんどを打ち上げており、ATK は2013年にアメリカ空軍宇宙・ミサイルシステムセンターから RD-180 エンジンの代替機に関する提案要求を提示された。これは米露間の緊張の高まりにより、将来的な RD-180 の入手性が懸念されるようになったためである。
ATK は既にアトラス V の重量物運搬型にロケットエンジンを供給している。ATK は固体ロケットモーターは（液体燃料ロケットエンジンに比べて）信頼性が高く推力も大きいとし、「固体ロケットモーターは高い離床推力を実現できるため第1段に最適であり、より多くのペイロードを搭載できる。地上設備や射点のインフラも少なく済み、打ち上げ費用も安上がりである」と表明している。

#### GEM
GEM は ATK が製造する固体燃料ロケットモーターで、モーターケースに炭素繊維強化複合材を採用している。GEM はデルタII、デルタIII、デルタIVの固体ロケットブースターとして使われている。モーターケースに炭素繊維複合材を採用したことで、重量は鋼製モーターケースのキャスターIVの数分の1になった。GEM は 1990年のデルタ II 7925 で初めて使用された。

### ATKディフェンス

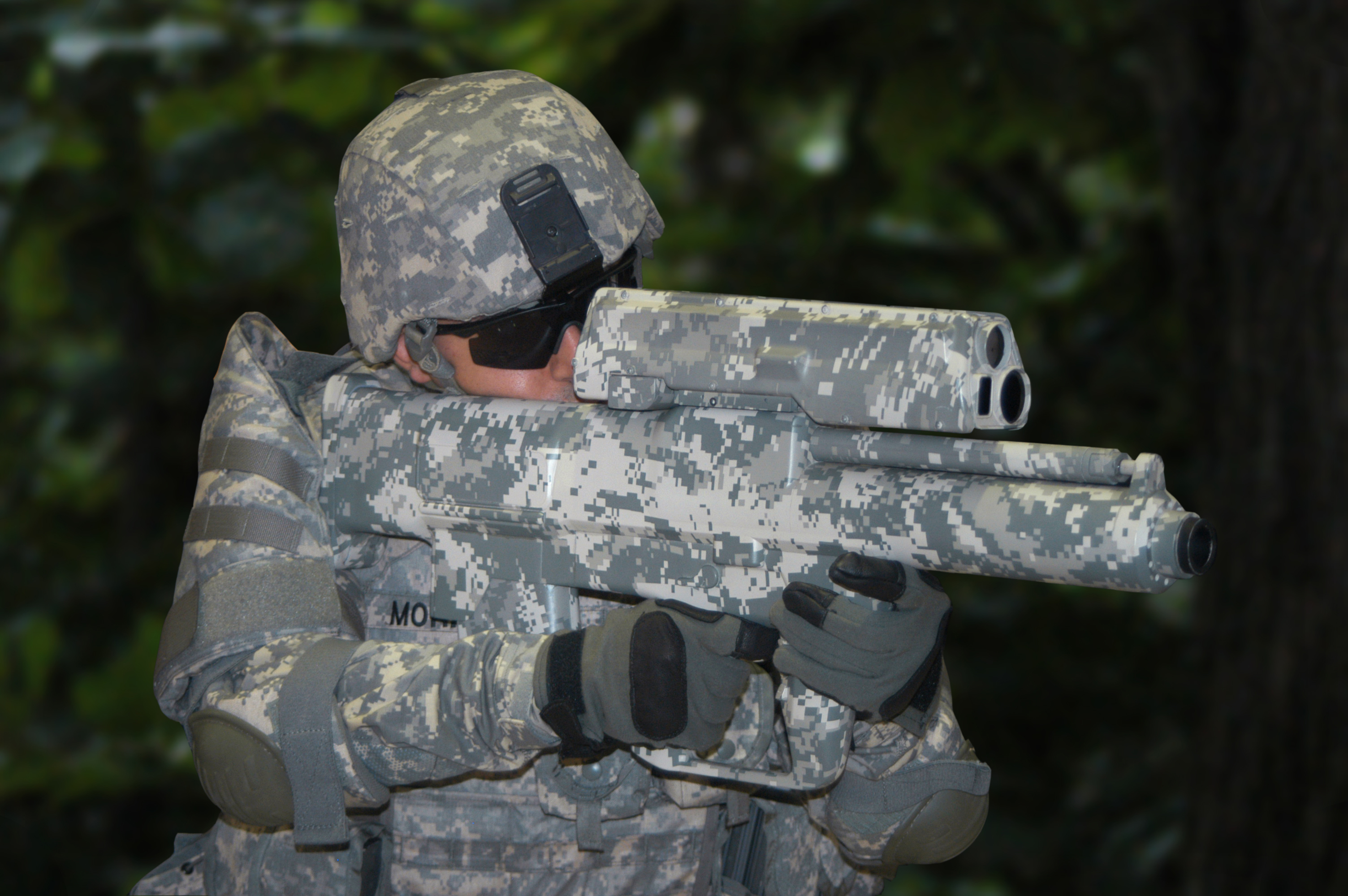
XM-25 CDTEを構える米軍兵士

ディフェンスグループは弾薬や精密誘導兵器、ミサイル警報システムや対地/対空/対艦戦術ロケットモーターを担当している。
主なものは以下のとおりである。
- 小/中/大口径弾薬
- 対電波源追尾ミサイル
  - AARGM
- ミサイル警報および敵性攻撃検出システム
- 精密誘導弾
  - XM1156 精密誘導キット
  - XM25 CDTE
- 推進薬、次世代型信管および弾頭
- 中口径砲システム
- ミサイル防衛システム（迎撃弾部分）
- 特殊作戦機
  - MC-27J

2014年4月に ATK はロッキード・マーティンとともに MLRS の弾頭部の開発契約を受注した。契約には開発・設計・製造が含まれ、ATK は主にシステム性能や弾頭の性能試験、生産能力に関する範囲を担当する。

#### レイクシティ陸軍弾薬工場
2012年に ATK はアメリカ陸軍からレイクシティ陸軍弾薬工場（LCAAP）の運営・維持の委託を7-10年延長する契約を受注した。LCAAP は連邦政府がミズーリ州インディペンデンスに保有する施設で、元はレミントン・アームズが1941年に陸軍向け小口径弾薬の製造・試験を行うために設立したものである。LCAAP は2007年7月の時点で年間 約12億発の弾薬を生産しており、最大のアメリカ軍向け小口径弾薬工場であった。ATK は2001年4月から LCAAP の運営を行っている。
アメリカ陸軍と ATK は LCAAP の生産効率と品質管理を改善するため弾薬製造設備の更新を行い、2014年12月から生産を再開した。口径20mmの弾薬を製造する65番建屋の近代化には1,100万ドルが投じられた。大口径弾は主に車両や航空機に搭載された機関砲から発射される。65番建屋では、1997年に3番建屋に設備を移すまで20mm弾を生産していた。新設されたラインには約50人が従事している。

#### AGM-88E 先進対電波源誘導ミサイル

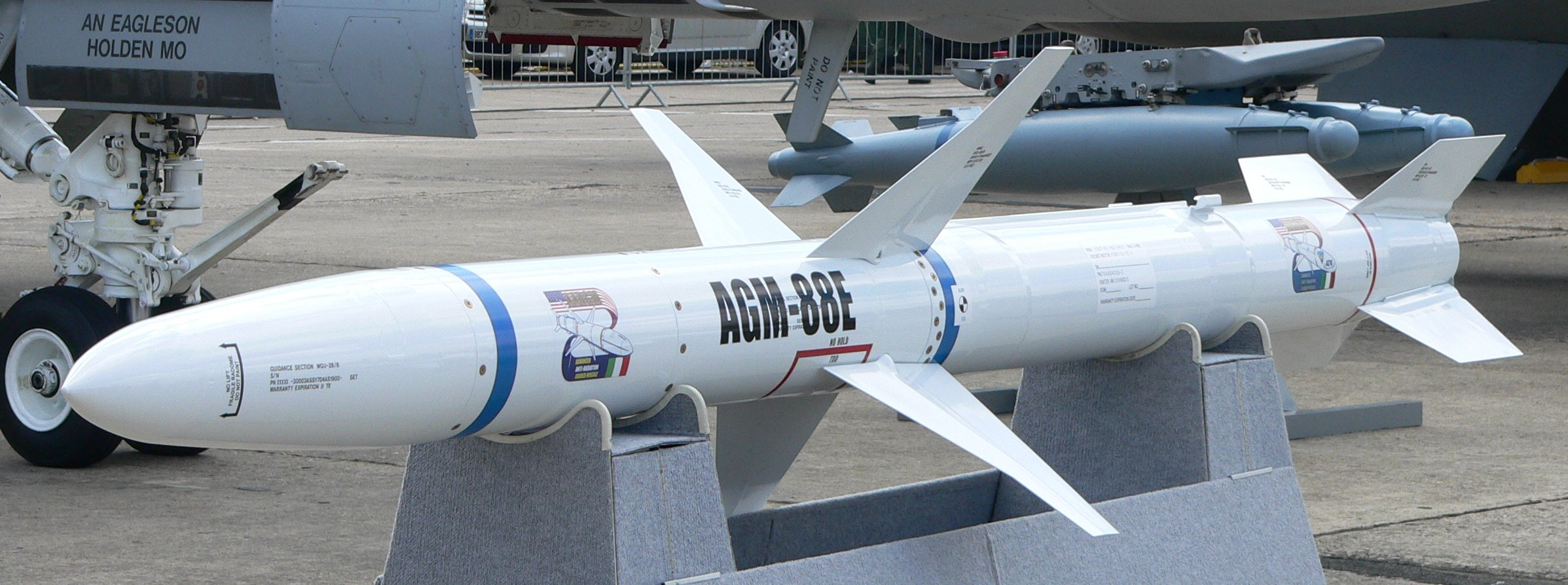
AGM-88E

AGM-88E 先進対電波源誘導ミサイル (AARGM) は AGM-88 高速対電波源ミサイル（HARM）の機能向上版であり、アメリカとイタリアの共同開発の成果である。生産は ATK が請け負い、2013年9月には100基目の AARGM をアメリカ海軍に納入した。まず F/A-18C/D、F/A-18E/F、EA-18G、トーネードECR に装備され、今後は F-35 にも装備される予定である。AGM-88E の開発は（近年の兵器開発では珍しく）スケジュール通りに進み、予算を超過することもなかった。
2014年8月にアメリカ海軍は ATK との間で AARGM の全規模生産契約を締結した。この契約には、ATK がアメリカ空軍とイタリア空軍に空中で回収可能な訓練用模擬弾を供給するという内容も含まれていた。これは AARGM に関して ATK が勝ち取った3つ目の契約で、9,620万ドル相当であった。

#### AN/AAR-47 ミサイル警報装置
AN/AAR-47 ミサイル警報装置 はヘリコプターや軍用輸送機などの比較的低速な航空機に搭載され、パイロットに脅威の存在を知らせるとともに対抗手段を動作させるものである。アメリカ陸・海・空軍が主要ユーザであるが、他国でも運用されている。元々はロラールが開発したものであるが、2002年以降はATKが独占供給している。AN/AAR-47 はミサイルから放射される赤外線の特徴を検出することでミサイルの接近か偽警報かを判別している。新しいモデルではレーザー警報センサが搭載され、より広い範囲の脅威を検出できるようになっている。脅威の種類を識別すると、パイロットに音声および映像で警報を発して脅威の接近方位を知らせる。さらに赤外線対抗装置に信号を送ることでフレア放出などの対抗手段を取る。原型の AN/AAR-47(V)1 は1983年にロラールが開発を始めたが、ATK は1990年代半ばにセカンドソースとなり、すぐに主契約者となった。ATK は1998年にはレーザー警報機能が追加された改良型の AN/AAR-47(V)2 を開発した。

#### 精密誘導キット
精密誘導キット（Precision Guidance Kit、PGK) は既存の155mm砲弾に精密誘導機能を付加するアメリカ陸軍の開発プログラムである。主契約者は ATK で、開発チームには Interstate Electronics Corporation も参加している。PGK は既存の信管と同じように投射体の先端にねじ込んで取り付けられるが、大きく異なるのはGPS 誘導に従って飛翔経路を修正する動翼が付いていることである。これは自由落下爆弾に取り付けて誘導爆弾に仕立て上げる JDAM と似たもの（いわば砲弾用 JDAM ）である。2009年から生産されている。

#### ブッシュマスター

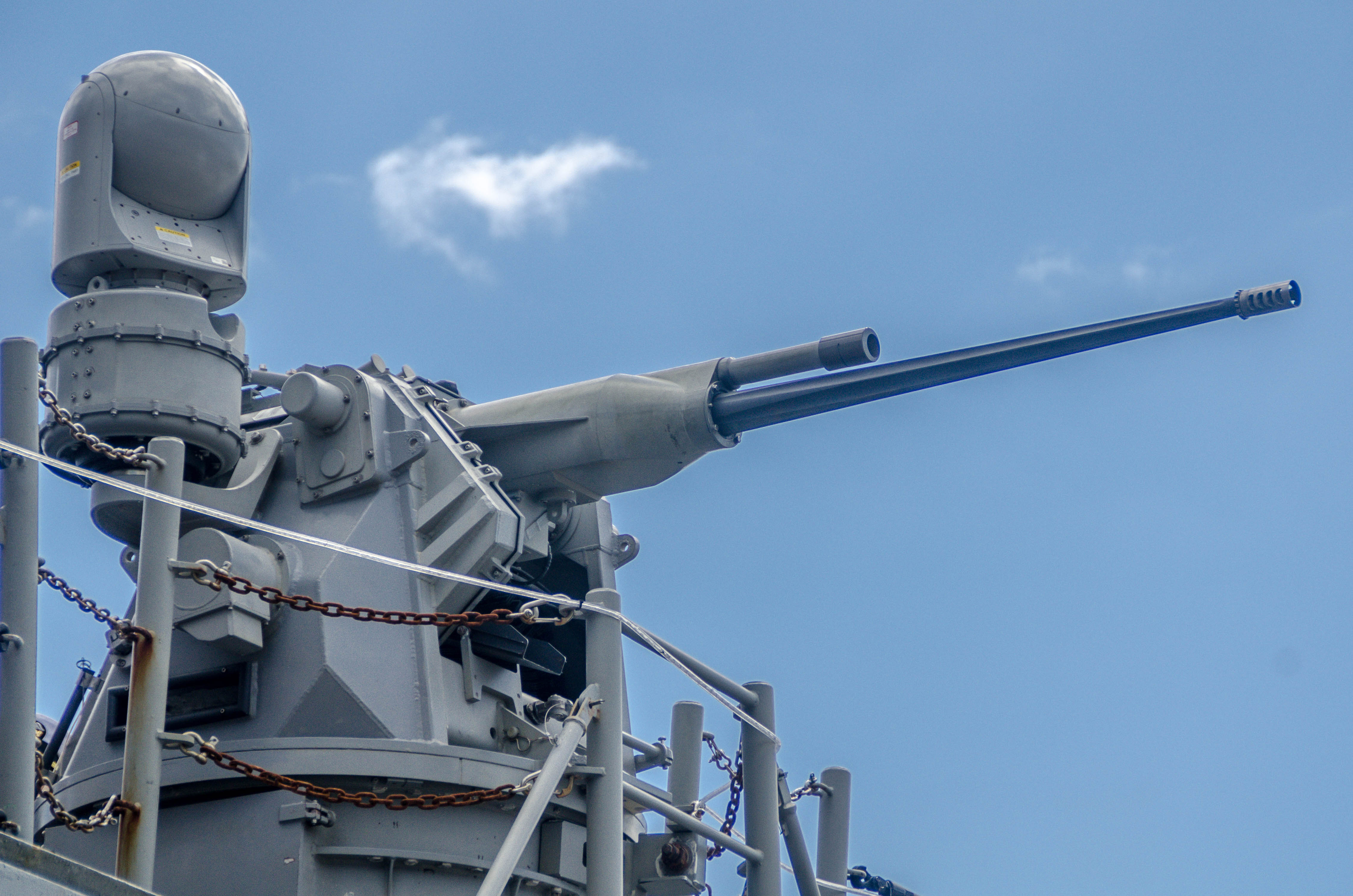
チョーシン (CG-65)に搭載されている 25mm M242 ブッシュマスター

M242 ブッシュマスターは25×137mm弾を使用するチェーンガンで、アメリカ軍やNATO軍の戦闘車両や水上艦に広く採用されている。元はマクドネル・ダグラスが開発・生産していたが、現在は ATK のアリゾナ州メサの工場で生産されている。M242 は機関部を発射ガス圧ではなく直流電動機を用いて駆動する単銃身の機関砲で、射撃モードはセミオート/バースト/フルオートから選択できる。給弾はベルトリンクで行うが、二重装填機構を備えておりクラッチの繋ぎ替えで複数の弾種を使い分けることもできる。M242 は軽装甲車やヘリコプター、低速の航空機まで撃破でき、塹壕や防御陣地にいる敵兵を制圧することもできる。連射速度は標準で毎分200発であり、有効射程は弾種にもよるが 3000 メートル程度である。
口径30mmの Mk 44 ブッシュマスター II も ATK が生産している。これは M242 を元に 30mm 弾を使用するように改良したもので、M242 とは 70%以上の部品が共通化されている。Mk 44 ブッシュマスター IIはシンガポール陸軍のバイオニクス II 歩兵戦闘車やポーランド軍のKTO ロソマクでは主武装として、またフィンランド陸軍・ノルウェー陸軍・スイス陸軍のCV90 装甲戦闘車では副武装として採用されている。アメリカ海軍艦艇でも、サン・アントニオ級ドック型輸送揚陸艦などで個艦防衛用に採用されている。
XM813 ブッシュマスターは ATK ディフェンスが開発を進める 30mm 機関砲で、M1126 ストライカー装甲車 や M2ブラッドレー歩兵戦闘車のアップグレードやGCV歩兵戦闘車の主武装として検討されている。砲身が1インチ延長され、統合型砲架により第一斉射の命中率を最大10%向上するとともに、命中精度を高め将来の高温発射薬にも対応できるデュアルリコイルシステムを備えるなどの改良が施されている。さらにリンクレス給弾システムの導入も可能である。また、遮蔽物に隠れた敵を攻撃できる Mk310 プログラマブル・エアバースト弾も使用できる。加えて、5個のパーツを交換するだけで口径を40mmに拡大できる。安全性の向上や砲架の統合は主にアメリカ陸軍研究・開発・技術コマンドが担当している。2013年11月の時点で、XM813 はアバディーン性能試験場で試験中である。

### ATKスポーティング
スポーティンググループはさまざまなブランドで世界中のスポーツ射撃愛好家や警察、軍隊に製品を提供している。2015年にスポーティンググループは Vista Outdoor として分社化された。Vista Outdoor は株式公開企業で、本社はユタ州にある。
スポーティンググループの製品には以下のものがある。
- センターファイヤ式/リムファイヤ式ライフルおよびショットガン
- 射撃競技、法執行機関、軍隊、警備会社向け弾薬
- ハンティング、射撃競技、アウトドア活動向けアクセサリ類
- 照準器、銃の整備、射撃訓練場設備s
- 軍隊、法執行機関、警備会社向け装備品類
- 弾薬用火薬とリローダー

ATK のブランドとして Federal Premium、Bushnell、 Savage Arms、BLACKHAWK!、Primos、Final Approach、Uncle Mike's、Hoppe's、RCBS、Alliant Powder、CCI、Speer、Champion Targets、Gold Tip Arrows、Weaver Optics、Outers、Bolle、Cebe、Serengeti がある。2013年の時点で、スポーティンググループは ATK の売り上げの約45%を占めていた。